# Hortense Slevogt
Hortense Gisela Slevogt (* 16. September 1965 in Jugenheim an der Bergstraße) ist eine deutsche Medizinerin, Internistin, Pneumologin und Infektiologin. Sie ist Professorin für Immunologie schwerer Infektionen am Universitätsklinikum Jena und Leiterin der Host Septomics-Forschungsgruppe für Infektions- und Mikrobiomforschung am ZIK Septomics, einem universitätsnahen interdisziplinären Institut für translationale Sepsisforschung. Ihr Forschungsschwerpunkt befasst sich mit verschiedenen Aspekten der Pathogenerkennung und der Immunantwort des angeborenen Immunsystems in der menschlichen Lunge und den Wechselwirkungen zwischen den die Lunge besiedelnden Bakterien und Pilzen. Ihre breite Expertise in der Zellbiologie wird durch die Integration der NGS-Sequenzierung und der Massenspektroskopie in ihre Forschungsarbeiten ergänzt.

## Werdegang
Hortense Slevogt studierte Humanmedizin an der Freien Universität Berlin. Von 1993 bis 2011 war sie als wissenschaftliche Mitarbeiterin an der Medizinischen Klinik mit Schwerpunkt Infektiologie und Pneumologie an der Berliner Charité tätig. Sie promovierte 1996 an der Humboldt-Universität Berlin mit einer Arbeit in dem Fachgebiet der Neurologie zu Reflexzeitmessungen von Muskeleigenreflexen bei gesunden und an Diabetes mellitus erkrankten Kindern.
Zwischen 1994 und 1999 war sie als wissenschaftliche Mitarbeiterin in der Medizinischen Klinik mit Schwerpunkt Infektiologie unter der Leitung von H. D. Pohle tätig. Zwischen den Jahren 1999–2003 war sie unter der Leitung von N. Suttorp in der Med. Klinik m.S. Infektiologie und Pneumologie CCM/CVK klinisch tätig. 1998 erwarb sie das Diplom für „Tropical Medicine & Hygiene“ am Hamburger Bernhard-Nocht-Institut und absolvierte danach die United States Medical Licening Examination, die Voraussetzung zur Ausübung ihres Berufs in den USA. 2003 erhielt sie ihre fachärztliche Anerkennung für Innere Medizin, im Jahr 2005 die Zusatzbezeichnung für Infektiologie. In den Jahren 2001 bis 2003 leitete sie die infektiologische Spezialsprechstunde in ihrer Klinik an der Charité. Zwischen 2003 und 2009 arbeitete sie als Postdoc im Suttorp Lab. In der Zeit von 2003 bis 2006 wurde sie durch das Rahel-Hirsch-Stipendium der Medizinischen Fakultät der Charité – Universitätsmedizin Berlin gefördert.
In ihrer Habilitation an der Charité 2009 untersuchte sie die molekularen Mechanismen bei der Interaktion einer Art des Bakteriums Moraxella mit den Epithelzellen der Lunge, um deren Bedeutung bei der Entstehung der chronisch obstruktive Lungenerkrankung besser zu verstehen. Zwei Jahre später erhielt sie den Ruf als W2-Professorin für „Immunologie von schweren Infektionen“ an das Universitätsklinikum Jena, wo sie auch die Forschungsgruppe „Host Septomics für Infektions- und Mikrobiomforschung“ gründete, die sie bis in die Gegenwart leitet (Stand: März 2020).
Seit 2017 ist sie am Universitätsklinikum Jena wieder als Internistin und Infektiologin in der Klinik für Innere Medizin I, Fachbereich Pneumologie & Allergologie / Immunologie tätig und erhielt 2021 ihre fachärztliche Anerkennung für Innere Medizin und Pneumologie.
Slevogt ist seit 2017 gewähltes Mitglied des Beirats der Deutschen Gesellschaft für Infektiologie (DGI).
Seit 2019 ist sie ehrenamtliches Mitglied in der Kommission Antiinfektive, Resistenz und Therapie des Robert-Koch-Instituts (Kommission ART).
Slevogt ist verheiratet und hat zwei Kinder.

## Publikationen (Auswahl)
- Molekulare Mechanismen der Interaktion von Moraxella catarrhalis mit pulmonalen Epithelzellen. (Habilitationsschrift). Berlin 2009 (fu-berlin.de [PDF]).